# Rodrigo Alves Soares
Rodrigo Alves Soares (Porangatu, 26 de diciembre de 1992) es un futbolista brasileño que juega de defensa en el E. C. Juventude del Campeonato Brasileño de Serie A.

## Trayectoria
Rodrigo comenzó su carrera deportiva en el União São João Esporte Clube en 2012, pasando después por el E. C. Santo André y por el Grêmio Esportivo Anápolis, debutando como profesional en 2015 con el F. C. Oporto B, en un partido frente al G. D. Chaves.
En 2017 se marchó cedido al Chaves, debutando en la Primeira Liga el 31 de marzo de 2017, en un partido frente al Paços de Ferreira.
En 2017 abandonó definitivamente el Oporto, después de fichar Desportivo das Aves, y en 2019 fichó por el PAOK de Salónica de la Superliga de Grecia.
Tras más de seis años en el fútbol europeo, en enero de 2022 regresó a Brasil para jugar en el E. C. Juventude.

## Clubes
| Club                      | País     | Año       |
| ------------------------- | -------- | --------- |
| São João E. C.            | Brasil   | 2012      |
| E. C. Santo André         | Brasil   | 2013      |
| Grêmio Esportivo Anápolis | Brasil   | 2014-2015 |
| F. C. Oporto "B"          | Portugal | 2015-2017 |
| G. D. Chaves (cedido)     | Portugal | 2017      |
| Desportivo das Aves       | Portugal | 2017-2019 |
| PAOK de Salónica          | Grecia   | 2019-2022 |
| E. C. Juventude           | Brasil   | 2022-     |

## Palmarés

### Campeonatos nacionales
| Título         | Club                   | País   | Año  |
| -------------- | ---------------------- | ------ | ---- |
| Copa de Grecia | PAOK de Salónica F. C. | Grecia | 2021 |